# Isomyia cuthbertsoni
Isomyia cuthbertsoni är en tvåvingeart som först beskrevs av Charles Howard Curran 1938.  Isomyia cuthbertsoni ingår i släktet Isomyia och familjen Rhiniidae.
Artens utbredningsområde är Zimbabwe. Inga underarter finns listade i Catalogue of Life.